# المصرية لخدمات الغاز
المصرية لخدمات الغاز أو (بالإنجليزية: ECGS - Egyptian Company For Gas Services)‏ هي إحدى شركات قطاع البترول المصري, والتي تأسست عام 2006 وفقا لأحكام قانون ضمانات وحوافز الإستثمار رقم 8 لسنة 1997 كشركة مساهمة مصرية

## نشاط الشركة
تهدف الشركة إلى تقديم الخدمات الفنية والاستشارية اللازمة للشركات العاملة في صناعة البترول والغاز الطبيعي داخل مصر وخارجها

## المساهمين
يساهم في رأسمال الشركة كل من:-
- غولار للغاز الطبيعي المسال : 50%
- إيجاس - المصرية القابضة للغازات الطبيعية: 30%
- هونغ كونغ للخدمات البترولية : 20%

## وصلات خارجية
- موقع وزارة البترول والثروة المعدنية
- موقع إيجاس - المصرية القابضة للغازات الطبيعية
- موقع الشركة المصرية لخدمات الغاز